# Hautefort
Hautefort är en kommun i departementet Dordogne i regionen Nouvelle-Aquitaine i sydvästra Frankrike. Kommunen ligger i kantonen Hautefort som tillhör arrondissementet Périgueux. År 2022 hade Hautefort 814 invånare.

## Befolkningsutveckling
Antalet invånare i kommunen Hautefort
Referens:INSEE